# احمدآباد (شهربابک)
احمدآباد، روستایی از توابع بخش دهج شهرستان شهربابک در استان کرمان است.

## جمعیت
این روستا در دهستان خبر قرار دارد و براساس سرشماری مرکز آمار ایران در سال ۱۳۹۵، جمعیت آن ۸۴ نفر (۴۳ خانوار) بوده‌است.